# Sørøya
Sørøya (lap. Sállan) – czwarta co do wielkości wyspa Norwegii, leżąca w północnej części kraju. Administracyjnie należy do okręgu Finnmark, oraz do gmin: Hasvik i Hammerfest. Najwyższym punktem jest szczyt Komagaksla (659 m n.p.m.).